# US Open 2013 (turniej legend kobiet)
US Open 2013 – turniej legend kobiet – zawody deblowe legend kobiet, rozgrywane w ramach ostatniego, czwartego w sezonie wielkoszlemowego turnieju tenisowego, US Open. Zmagania miały miejsce pomiędzy 4 a 7 września na nowojorskich kortach USTA Billie Jean King National Tennis Center.

## Drabinka

#### Klucz
- w/o – walkower
- k – krecz
- d – dyskwalifikacja
- Q – kwalifikant
- WC – dzika karta
- LL – szczęśliwy przegrany
- Alt – zawodnik zastępczy
- PR – ochrona rankingu
- SE – specjalna przepustka
- ITF – ranking ITF
- JE – ranking juniorski